# Menczer Tamás
Menczer Tamás (Pécs, 1984. március 19. –) magyar sportriporter, politikus, országgyűlési képviselő, a negyedik és ötödik Orbán-kormány államtitkára, kommunikációs igazgató, miniszteri biztos.

## Életpályája
Baján nőtt fel. 2002–2006 között a Budapest Gazdasági Főiskola Külkereskedelmi Főiskolai karán tanult. Németül felsőfokon, angolul középfokon beszél.
2020. július 2. óta a Fidesz tagja.
2022-től országgyűlési képviselő. Az országgyűlési választáson egyéni mandátumot szerzett a Fidesz-KDNP jelöltjeként Pest megye 2. sz. választókerületében.

## Szakmai pályája
- 2022– : országgyűlési képviselő
- 2024[5]–: a magyar–német társadalmi kapcsolatok fejlesztéséért felelős miniszteri biztos
- 2024[6]–: a Fidesz-KDNP kommunikációs igazgatója
- 2022–2024: a Külgazdasági és Külügyminisztérium kétoldalú kapcsolatokért felelős államtitkára
- 2018–2022: tájékoztatásért és Magyarország nemzetközi megjelenítéséért felelős államtitkár, Külgazdasági és Külügyminisztérium
- 2017–2018: kommunikációért és parlamenti koordinációért felelős helyettes államtitkár, Külgazdasági és Külügyminisztérium
- 2015–2017: sajtófőnök, Külgazdasági és Külügyminisztérium
- 2011–2015: szerkesztő-riporter, műsorvezető, MTVA
- 2006–2011: szerkesztő-riporter, műsorvezető, Duna Televízió Zrt.